# ПриватБанк
ПриватБа́нк — найбільший за розмірами активів український банк і лідер роздрібного банківського ринку України, зареєстрований 19 березня 1992 року. Одним із перших запровадив в Україні сучасні цифрові банківські послуги та унікальні технологічні рішення, що дозволяють клієнтам користуватися більшістю послуг дистанційно через Приват24. Ініціатором створення, його першим головою правління був український бізнесмен та політик Сергій Тігіпко.

## Загальна інформація

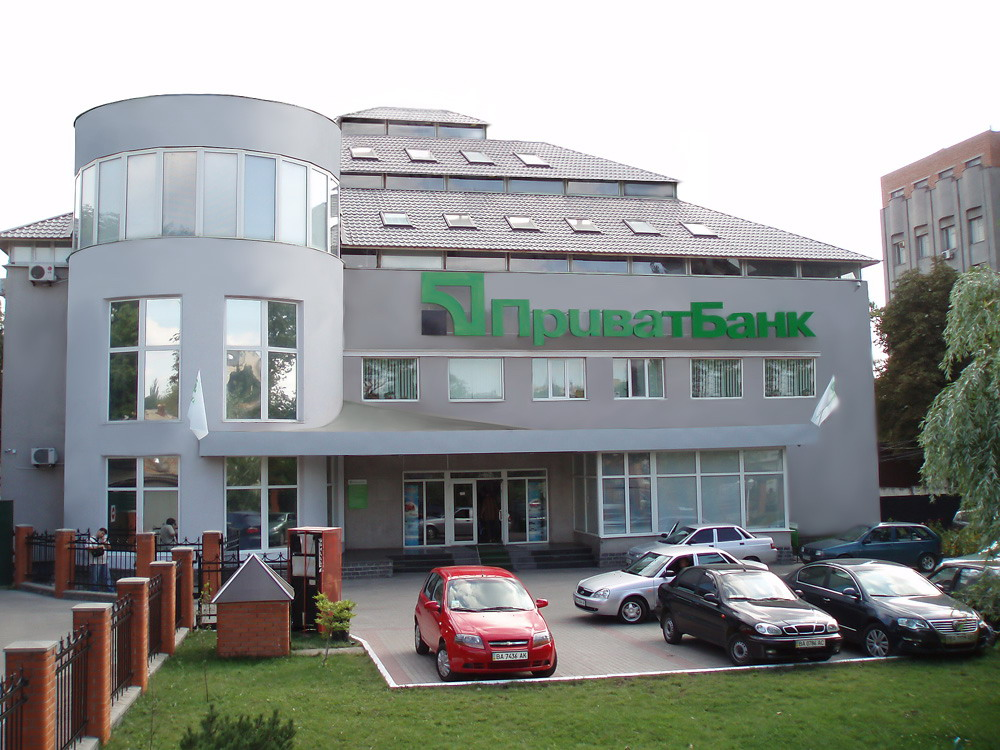
Приватбанк у Кропивницькому (2008)

АТ КБ «Приватбанк» — найбільший український універсальний комерційний банк, що здійснює свою діяльність на основі ліцензії Національного Банку України № 22 від 5 жовтня 2011 року, орієнтований на обслуговування приватних осіб і корпоративних клієнтів всіх форм власності, входить до переліку системних банків України, має один з найбільших обсягів капіталу і чистих активів. За оцінкою експертів журналів Euromoney і Global Finance у 1999 році АТ КБ «Приватбанк» був визнаний найкращим українським банком в номінації найкращих банків на ринках, що розвиваються. У банківській системі України «Приватбанк» належить до групи нових комерційних банків, так званих банків «другої хвилі», на відміну від державних банків першої хвилі. За восьмилітній період свого існування банк добився лідерських позицій на ринку банківських послуг України за рахунок збільшення частки ринку, підвищення ефективності діяльності, постійного підвищення надійності, збільшення конкурентоспроможності і комплексності надання банківських продуктів для своїх клієнтів. Досягти цього удалося спільною роботою згуртованого колективу банку на базі прогресивної системи менеджменту і передових банківських технологій.
«ПриватБанк» має другу за чисельністю мережу відділень і найбільшу мережу банкоматів і терміналів серед банків України. Станом на липень 2022 року в мережі працює понад 7 тис. банкоматів, 11 тис. платіжних терміналів та понад 250 тис. торговельних POS-терміналів. Національна мережа банківського обслуговування «ПриватБанку» має у своєму складі більше 1 200 відділень. Станом на квітень 2024 року в Україні працювало 1127 відділень «ПриватБанку».
ПриватБанк — найбільший емітент і еквайр електронних платіжних засобів в Україні. Банку належить система грошових переказів PrivatMoney та найпопулярніші в Україні платіжні сервіси Приват24 та LiqPay.
«ПриватБанк» першим в Україні підключив платіжні сервіси Google Pay та Apple Pay.
«ПриватБанк» належить до системно важливих банків України. «ПриватБанку» частково належить однойменний дочірній банк в Латвії, а також філії в Італії, Португалії та Кіпрі. За даними британського журналу The Banker, у 2016 році «ПриватБанк» посідав 16-те місце в рейтингу найбільших банків Центральної та Східної Європи та 627-ме в рейтингу топ-1000 світових банків. З моменту заснування і по 2016 рік банк входив у фінансово-промислову групу «Приват» українських олігархів Ігоря Коломойського та Геннадія Боголюбова.18 грудня 2016 року, через проблеми з платоспроможністю, була проведена націоналізація «ПриватБанку». Відтоді установа на 100 % перебуває у державній власності. Внаслідок вливання з Державного бюджету України величезних коштів в статутний капітал банку для підтримання його платоспроможності після націоналізації, установа у 2016 році зафіксувала збитки в розмірі 135 мільярдів гривень (61,5 % від розміру усіх її активів на кінець того року) — найбільші за усю історію банківської системи України. Наступного року вливання продовжувалися хоч і в менших масштабах, збитки у 2017 сягнули майже 23 мільярдів гривень.
Кінцевою контролюючою стороною банку є держава Україна в особі Кабінету Міністрів України.

## Історія

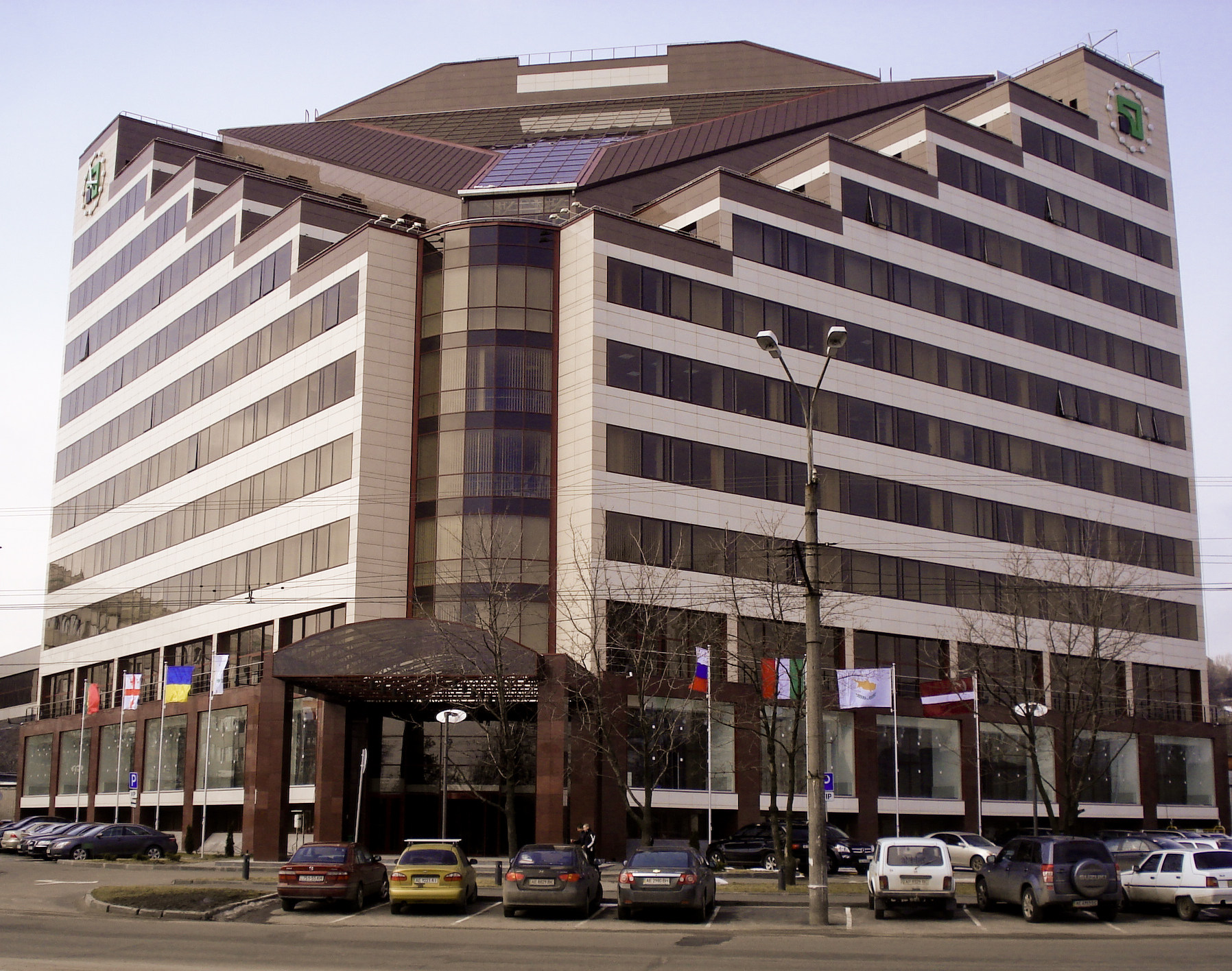
Головний офіс ПриватБанку у Дніпропетровську (2010)

«ПриватБанк» — один із перших приватних комерційних банків, заснованих в Україні. Рішення про його створення було ухвалено на засіданні засновників 7 лютого 1992 року.
19 березня 1992 року банк пройшов державну реєстрацію, Сергій Тігіпко був одним із засновників і першим головою Ради. Його було зареєстровано як комерційний банк у формі товариства з обмеженою відповідальністю. У 2000 році 6 липня було ухвалено рішення про реорганізацію банку з товариства з обмеженою відповідальністю в закрите акціонерне товариство. 4 вересня 2000 року було зареєстровано Статут Закритого акціонерного товариства комерційного банку «ПриватБанк».
Значною подією в українській банківській системі став запуск у 2001 році системи Приват24. Клієнти отримали змогу керувати своїми рахунками онлайн, здійснювати регулярні платежі, перекази коштів тощо.
У лютому 2002 року «ПриватБанк» випустив мільйонну пластикову картку.
У 2003 році система Western Union визнала «ПриватБанк» найкращим банком за якістю обслуговування клієнтів. Також банк отримав STP Excellence Award від Deutsche Bank, що підтвердило професіоналізм «ПриватБанку» в міжнародних розрахунках.
За рішенням акціонерів на засіданні 30 квітня 2009 року та відповідно до Закону України «Про акціонерні товариства»: було внесено зміни до Статуту банку, і тип банку було змінено на публічне акціонерне товариство. Крім того, назву банку було змінено на Публічне акціонерне товариство комерційний банк «ПриватБанк». Ці зміни набрали чинності 21 липня 2009 року.
На початок 2015 року «ПриватБанк» був лідером банківського ринку країни і найбільшим банком з українським капіталом. Стратегія банку спрямовувалася на перехід від обслуговування у відділеннях банку до ідеології навчання клієнтів використанню дистанційних інструментів банківського обслуговування. У 2015 році MasterCard назвала «ПриватБанк» найбільшим банком у Східній Європі за кількістю емітованих карток Maestro/MasterCard. Станом на кінець 2014 року в обігу знаходилось понад 30 мільйонів таких карток «ПриватБанку». Також «ПриватБанк» посідає перше місце в регіоні за еквайрингом цих карток, забезпечуючи їх прийом у понад 76 тис. торгових точках.
25 квітня 2017 року міжнародне рейтингове агентство S&P повідомило про підвищення кредитних рейтингів «ПриватБанку» з «SD» до «ССС+/С», та зазначило прогноз за рейтингами банку— «стабільний». За даними S&P, підвищення рейтингу пов'язане з успішним завершенням банком та урядом України процесу докапіталізації, а також тим, що «ПриватБанк» обслуговує свої зобов'язання вчасно та в повному обсязі. Прогноз «стабільний» відображає очікування агентства щодо того, що уряд надасть підтримку нещодавно націоналізованому банку.
4 липня 2018 року «ПриватБанк» (Київ) і компанія UnionPay International (КНР) підписали меморандум про стратегічне партнерство. UnionPay International (UPI) є дочірньою компанією China UnionPay, національної платіжної системи Китаю і найбільшої міжнародної платіжної системи у світі за обсягом операцій і випущених платіжних карток. Україна стане 170 країною світу, в якій розвиватиметься сервіс обслуговування карток UnionPay. Як повідомив П.Крумханзл (Голова правління «ПриватБанку»), на першому етапі «ПриватБанк» у рамках співпраці з UnionPay розглядає можливість запуску в 2019 році обслуговування карток платіжної системи UnionPay International у банкоматах і платіжних терміналах банку. Крім того, банк та UnionPay планують розробку спільних інноваційних платіжних продуктів.

### Націоналізація

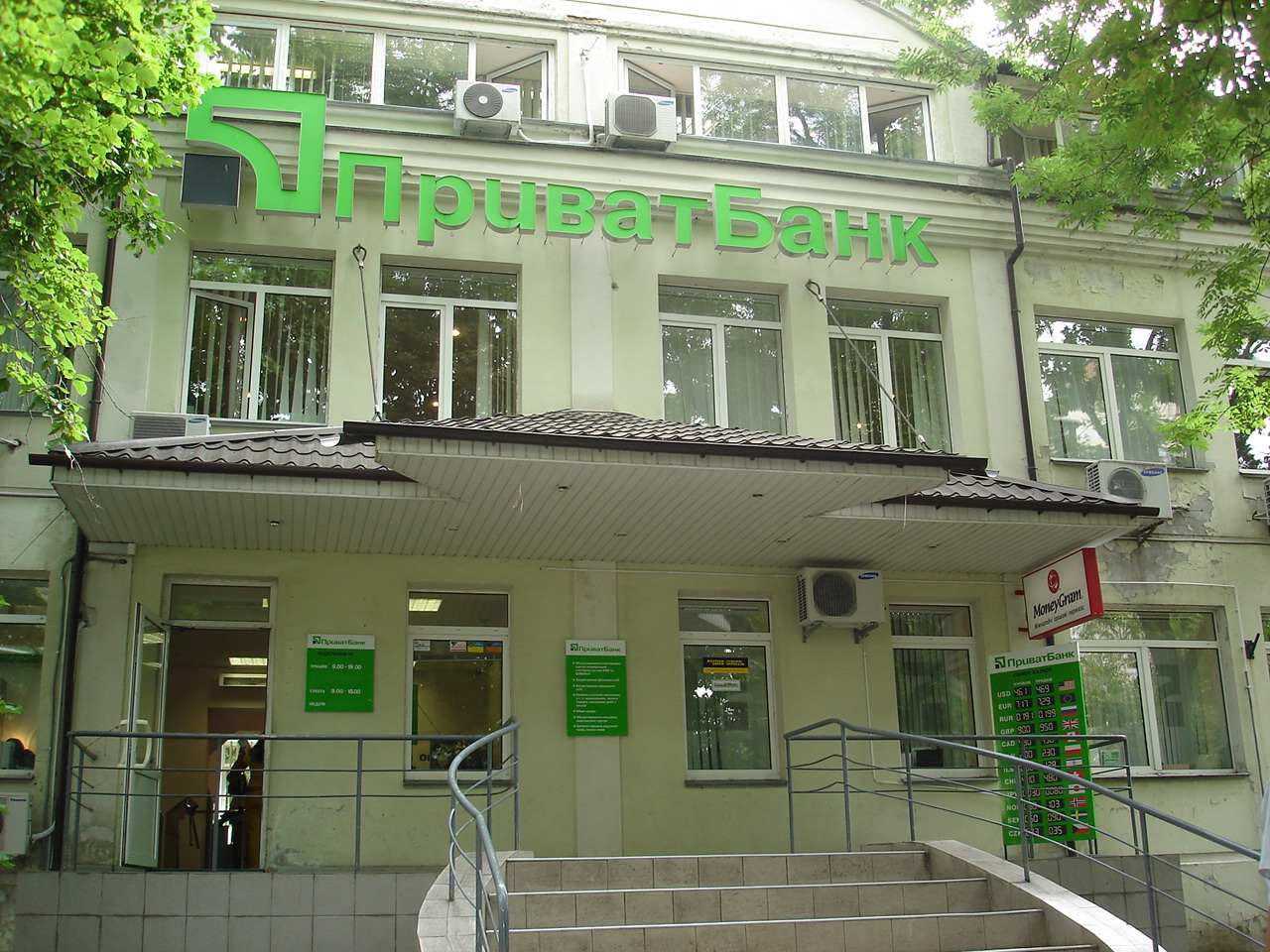
ПриватБанк у Києві на вул. Предславинській (2008)

З метою недопущення дестабілізації фінансової системи України, забезпечення захисту прав вкладників та враховуючи системну важливість «ПриватБанку» 21 грудня 2016 року держава провела націоналізацію, набувши права власності на 100 % акцій банку з урахуванням рішення РНБО від 18 грудня 2016 року «Про невідкладні заходи щодо забезпечення національної безпеки України в економічній сфері та захисту інтересів вкладників», введеного в дію Указом Президента України № 560/2016 від 18 грудня 2016 року.
Сьогодні держава — єдиний акціонер банку, якому належить 100 % акцій статутного капіталу. Функції з управління корпоративними правами держави в банку здійснює Кабінет Міністрів України, який також виконує функції вищого органу банку.
У травні 2021 року Банк Англії визнав рішення НБУ щодо націоналізації «ПриватБанку».
15 листопада 2023 року Шостий апеляційний адміністративний суд скасував рішення Окружного адміністративного суду міста Києва про незаконність націоналізації «ПриватБанку». Провадження у справі про оскарження рішення закрили.
27 листопада 2023 року Господарський суд Києва постановив, що «ПриватБанк» не буде повернутий колишнім власникам після спроби ексакціонера Геннадія Боголюбова подати позов до суду. Суд послався на закони, які унеможливлюють скасування державного придбання банку в 2016 році.

## Збої в роботі

### 2022
15 лютого 2022 року, в результаті масованої кібератаки кілька годин не працювали сайти «ПриватБанку» та «Ощадбанку», сайт МВС України та низка інших сайтів.

### 2023
30 серпня, за повідомленням співзасновника monobank Олега Гороховського, у роботі системи платежів «ПриватБанку» стався збій, який спричинив масові повернення переказів з карток та оплат у магазинах.
12 грудня масштабний збій сервісів компанії Київстар частково вплинув на роботу деяких терміналів та банкоматів «ПриватБанку».

### 2025
9 березня, близько 10:00, в клієнтів «ПриватБанку» виникли проблеми з проведенням деяких банківських операцій. В пресслужбі банку заявили, що збій у роботі стався через труднощі у міжнародних платіжних системах Mastercard та Visa. Водночас у службі підтримки Monobank зазначили, що проблеми з транзакціями спостерігалися тільки у карт MasterCard.

## Розслідування та судові розгляди

### Зловживання попередніх власників
Станом на 2015 рік, за даними видання «Дзеркало тижня», левова частка кредитів, виданих банком, йшла на фінансування бізнесу групи «Приват» в Дніпропетровській області та на Кіпрі. Фактично, банк виступав своєрідним «пилососом» для залучення ресурсів у бізнеси його співвласників (так зване «Інсайдерське кредитування»). Це підсилювало монополізацію та олігархізацію української економіки, а також збільшувало ймовірність банкрутства установи, оскільки її доля потрапляла у залежність лише від 2-3 осіб.
За даними видання «Наші гроші», влітку 2014 року «ПриватБанк» вивів закордон сумнівними шляхами 1,8 млрд доларів США, що вплинуло на обвал курсу гривні. В серпні 2016 повідомлялося про розслідування цих зловживань ОГП, який зазначив що йдеться про кошти видані Нацбанком для рефінансування «ПриватБанку». В разі доведення цих підозр банку загрожуватимуть багатомільярдні штрафи.
У жовтні 2017 року, зі слів посадовців НБУ, задля відшкодування частини збитків завданих державі ПБ мав виставити на продаж непрофільні для себе активи: «Буковель», будівлю телеканалу «1+1» в Києві і літаки авіакомпанії МАУ.
Генпрокуратура, НАБУ та САП розслідують кілька справ, пов'язаних з «ПриватБанком».
Згідно з меморандумом з Міжнародним валютним фондом, до середини вересня 2017 року має завершитися forensic-аудит компанією Kroll (розслідування економічних операцій) для визначення, чи мали місце правопорушення або неналежна банківська практика в період до націоналізації «ПриватБанку».
23 листопада 2018 року Високий суд Лондона вирішив не розглядати справу за позовом націоналізованого «ПриватБанку» до колишніх співвласників — Ігоря Коломойського і Геннадія Боголюбова, причиною стало те, що Британія не є має юрисдикції на розгляд справи.

### Спроба скасування націоналізації і дії попередніх власників
17 квітня 2019 року Окружний адміністративний суд Києва скасував націоналізацію «ПриватБанку», НБУ буде оскаржувати 19 квітня 2019 року Окружний адміністративний суд Києва ухвалив ще одне рішення на користь Ігоря Коломойського у справі про націоналізацію «ПриватБанку». Зокрема суд скасував ключове рішення Національного банку щодо визначення переліку пов'язаних з «ПриватБанком» осіб.
15 жовтня 2019 року банк отримав перемогу в Апеляційному суді Англії та Уельсу проти Коломойського та Боголюбова, згідно з рішенням суду всесвітній арешт активів олігархів буде збережено. Окрім того, судом встановлено, що банк має право вимагати повного відшкодування 1,9 млрд $ (з відсотками— 3 млрд $), як було заявлено у вимогах.
13 червня 2023 року, Високий суд Лондона почав розгляд позову «ПриватБанку» проти колишніх власників Ігоря Коломойського і Геннадія Боголюбова. Їх звинувачують у незаконному виведенні $1,9 млрд з тепер вже державного банку. Справа триватиме близько 14 тижнів, з двомісячною перервою в серпні і вересні. За цей час будуть заслухані свідки та розглянуті докази обох сторін. Завершення розгляду справи у лондонському суді очікується у листопаді 2023 року, а саме рішення Високим судом Лондона Англії буде опубліковано вже у 2024 році. Суд видав наказ про всесвітній арешт активів на підставі наданих банком детальних доказів того, що Коломойський та Боголюбов вивели $1,9 млрд шляхом низки шахрайських транзакцій, за допомогою мережі підконтрольних їм компаній.

### Незаконна схема привласнення коштів
18 грудня 2019 року «ПриватБанк» подав позов в Ізраїлі щодо шахрайських дій, серед інших, проти його колишніх власників, олігархів-мільярдерів, Коломойського та Боголюбова. Банк заявив, що відповідачі реалізували незаконну схему привласнення щонайменше $600 млн, що були незаконно виведені з «ПриватБанку» у період з 2007 по 2011 роки та розміщені на банківському рахунку одного з найбільших банків Ізраїлю — Ізраїльського Банку Дисконт (Israel Discount Bank).
22 лютого 2021 року, в Борисполі під час операції МВС було посаджено рейс з Дніпра, на борту якого був колишній перший заступник голови правління банку Володимир Яценко, співвласник компанії Фінтех Бенд (розробник онлайн-банку Monobank). За часи роботи в «ПриватБанку» до націоналізації, Яценко відповідав за корпоративний VIP-бізнес. НАБУ видала підозру «колишньому заступнику голови правління банку», при цьому не називаючи його імені. За даними ОГП, підозрюваний отримав інформацію про планування щодо підозри і хотів втекти до Відня.
22 лютого 2021 року прокуратура видала підозру трьом колишнім керівникам «ПриватБанку».
28 травня 2023 року, Окружний суд міста Тель-Авіву визнав, що не має юрисдикції для розгляду позову «ПриватБанку» проти колишніх акціонерів Ігоря Коломойського і Геннадія Боголюбова.

### Повторна спроба скасування націоналізації «ПриватБанку»
7 травня 2024 року Господарський суд міста Києва закрив провадження у справі про визнання недійсною націоналізації «ПриватБанку». Справа стосувалася вимоги визнати недійсними договори купівлі-продажу «ПриватБанку», за якими держава отримала 100 % акцій банку, та повернути їх колишнім акціонерам. Позов подали колишні власники банку Ігор Коломойський та кіпрська компанія Triantal Investments Ltd до Національного банку України, Кабінету Міністрів України, Міністерства фінансів України, «ПриватБанку», Фонду гарантування вкладів фізичних осіб.

## Клієнти

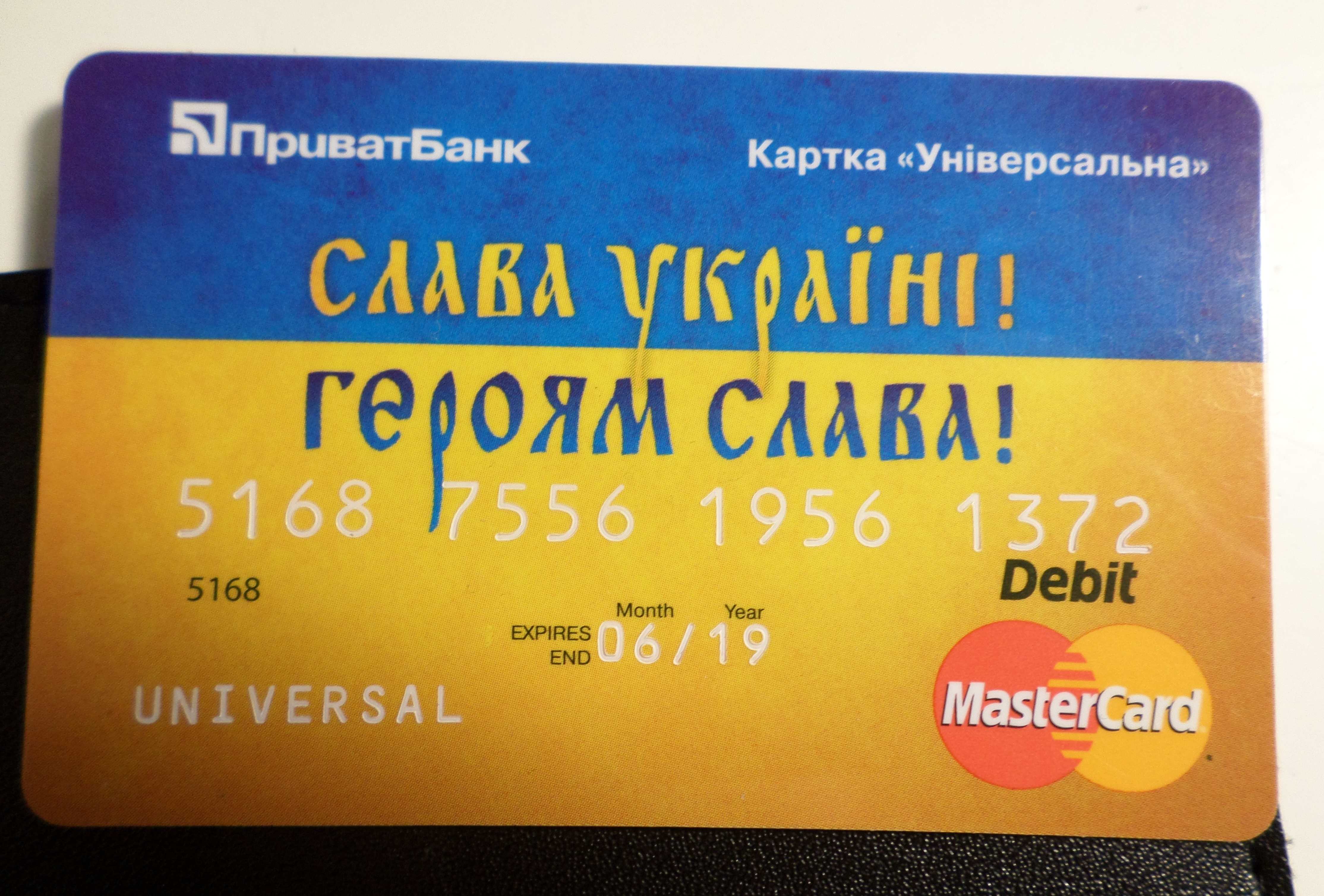
Картка «Універсальна» від ПриватБанку

ПриватБанк – найбільший банк України, що обслуговує всі категорії громадян: найманих працsвників, студентів, пенсіонерів, волонтерів, підприємців. Нашими послугами користується переважна більшість дорослого населення країни – 18,32 млн роздрібних клієнтів та 910 тис. бізнес-клієнтів. Ми безпосередньо впливаємо на фінансовий добробут наших клієнтів, забезпечуючи їм надійний доступ до фінансових послуг – депозитів, кредитів, карток, платежів та інноваційних сервісів.
Як лідер роздрібного банкінгу та МСБ, ми робимо фінансові послуги доступними для всіх – від наймолодших клієнтів до людей старшого віку, незалежно від їхнього місця проживання чи соціального статусу, від стартапів ФОП до крупних корпорацій. 
Нашими наймолодшими клієнтами стають діти з 6 років – батьки можуть навчати їх відповідальному ставленню до грошей за допомогою картки Юніора. Крім цього, батьки можуть давати дітям фінансові завдання через застосунок «Приват24». Сьогодні картками Юніора користуються понад 800 тис. дітей та підлітків.
Так само з повагою ми ставимося до клієнтів старшого віку, забезпечуючи зручний і персоналізований сервіс. ПриватБанк – лідер на ринку пенсійних виплат, обслуговуючи 4,8 млн пенсіонерів. Наша частка серед банків, що мають право здійснювати такі виплати, становить 57,8%. Окрім того, після змін у законодавстві, які дозволили всім банкам виплачувати військові пенсії, ПриватБанк активно залучав нових клієнтів – і на кінець 2024 року їхня кількість зросла до 80 тис.
Як державний банк, ми продовжуємо працювати навіть у найскладніших умовах. Минулого року разом із «Новою поштою» ми запустили послугу безкоштовної доставки карт у прифронтові міста та села. Найбільше карток замовили клієнти із Запорізької, Дніпропетровської, Херсонської та Донецької областей.
Окрім того, ПриватБанк розпочав унікальний для України проект – мобільний банкомат. Він дозволяє клієнтам отримувати банківські послуги навіть там, де немає доступу до банківської інфраструктури, в умовах відсутності електрики та зв’язку. Мобільний банкомат забезпечує повноцінний банківський сервіс – від платежів і переказів до оформлення депозитів, страхування та погашення кредитів.
З початку повномасштабної війни значна частина наших клієнтів залишила Україну, але вони продовжують користуватися послугами ПриватБанку. Ми підтримуємо українців за кордоном, надаючи критично важливі фінансові сервіси, включно з доставкою карт.
У 2024 році ПриватБанк першим серед українських банків запустив послугу зняття готівки на касах за кордоном. Завдяки співпраці з Mastercard, наші клієнти можуть знімати гроші без додаткових комісій у мережах роздрібної торгівлі Німеччини та Польщі.
У 2024 році ми не лише зберегли свою клієнтську базу у рітейлі, а й збільшили рівень довіри завдяки новим інноваційним сервісам. Кількість активних бізнес-клієнтів ПриватБанку у 2024 році зросла на 35 тис. (4%) до 910,3 тисяч. Це свідчить про стабільну довіру до банку. Ми залишаємось надійним партнером для бізнесу, надаючи йому сучасні фінансові рішення та підтримуючи підприємців навіть у найскладніші часи.

## Інновації
«ПриватБанк» відомий своїми інноваціями. Так, ще у 1999 році банк запустив SMS-банкінг, а у 2000 році запровадив динамічні одноразові ОТР-паролі з SMS через прив'язування картки до номера мобільного телефону.
У 2001 році «ПриватБанк» запустив систему електронного банкінгу Приват24. Станом на червень 2022 року Інтернет-банком Приват24 користуються більше 15 млн осіб.
А в 2002 році банк запровадив електронний документообіг.
Згодом «ПриватБанк» першим у світі запровадив Р2Р-перекази між картками в Інтернеті та розпочав масову емісію карток миттєвого випуску.
З 2004 року «ПриватБанк» почав здійснювати міжнародні грошові перекази в Україну з використанням платіжної системи PrivatMoney.
У 2008 році «ПриватБанк» створив перший у Східній Європі додаток для iPhone — iPay, а в 2010-му — запустив мобільні платіжні термінали.
2012 рік став роком запровадження безконтактного отримання готівки через банкомати за допомогою смартфона та QR-коду. А вже у 2015 році «ПриватБанк» запустив технологію миттєвої оплати через QR-код.
У 2016 році Visa та «ПриватБанк» оголосили про запуск в Україні Visa Token Service, що замінює конфіденційну інформацію про платіжну картку на унікальний цифровий ідентифікатор — токен.
Наступні ж два роки стали щасливими для власників смартфонів: у 2017 році «ПриватБанк» привів в Україну Android Pay (зараз Google Pay), а в 2018 році — Apple Pay.
2019 рік відзначився в історії інновацій оновленим Приват24. Окрім того, вперше в Україні клієнтам банку стала доступна технологія FacePay24 — оплата обличчям. Також банк реалізував низку цифрових сервісів:
- чайові через POS-термінал;
- поліси ОСЦПВ — автоцивілка в Приват24;
- віртуальна картка та диджитал-скіни в Приват24;
- PrivatPay — новий метод оплати в Інтернеті.

У 2020 році «ПриватБанк» запустив послугу «Гроші на касі» — отримання готівки на касах магазинів. Також в банку з'явилися перші в Україні біометричні POS-термінали.
Окрім того, клієнтам стали доступні державні послуги:
- укладання договорів на газопостачання з «Нафтогазом» через Приват24;
- підтвердження особи та відкриття рахунку в «ПриватБанку» за допомогою цифрових документів у додатку «Дія».

У 2021 році «ПриватБанк» відкрив перший в Україні Concept Store — повністю цифровий банківський офіс у Києві, який неформально називають відділенням майбутнього.
Упродовж 2022-2024 років ПриватБанк продовжував активно впроваджувати інноваційні цифрові рішення, що є центральним елементом його стратегії розвитку. Банк зосереджувався на модернізації банківських процесів та підвищенні якості послуг через стратегію тотальної діджиталізації. Це дозволило розширювати функціонал екосистеми Приват24, яка стала ключовим інструментом взаємодії з мільйонами клієнтів. Інноваційні підходи також включали посилення кібербезпеки та впровадження елементів штучного інтелекту для оптимізації сервісів та захисту даних.

## Основні фінансові показники
Протягом 2022-2024 років ПриватБанк стабільно демонстрував лідерські позиції на фінансовому ринку України, підтверджуючи свою надійність та стійкість навіть в умовах воєнних викликів. У ці періоди банк показував стабільне зростання чистого прибутку, що свідчило про високу ефективність його операційної діяльності. ПриватБанк підтримував значний рівень капіталізації та активно нарощував обсяг чистих активів, зміцнюючи свою ресурсну базу. Його стабільна фінансова діяльність відігравала ключову роль у підтримці економіки країни, зокрема через значні відрахування до державного бюджету.
За офіційними даними Національного банку України за 2021 рік «ПриватБанк» отримав прибуток у розмірі 35,050 млрд грн. За 1 півріччя 2023 року «ПриватБанк» отримав 29,75 млрд грн чистого прибутку.
В 2023 році «ПриватБанк» заробив 37,76 млрд грн чистого прибутку протягом 2023 року, що на 7,6 млрд грн більше за результат 2022 року.
Нижче наведено інформацію про власний капітал, активи та чистий прибуток банку за останні 15 років. Детальну інформацію про фінансові показники можна знайти на сайті банку в розділі «Про банк» → «Фінансова звітність».
| Рік  | Власний капітал, млрд грн. (на кінець року) | Загальні активи, млрд грн. (на кінець року) | Чистий прибуток, млн грн. (за рік) |
| ---- | ------------------------------------------- | ------------------------------------------- | ---------------------------------- |
| 2024 | 99 144                                      | 761 461                                     | 40100                              |
| 2023 | 84 846                                      | 680 008                                     | 37800                              |
| 2022 | 57 589                                      | 540 596                                     | 30 250                             |
| 2021 | 66 615                                      | 376,577                                     | 35 050                             |
| 2020 | 53 057                                      | 334,570                                     | 24 302,000                         |
| 2019 | 54 625                                      | 281,637                                     | 32 609,000                         |
| 2018 | 31 574                                      | 256,100                                     | 12 520,000                         |
| 2017 | 23 707                                      | 259,061                                     | - 22 965,913                       |
| 2016 | 12,664                                      | 220,017                                     | - 135 928,838                      |
| 2015 | 27,487                                      | 264,886                                     | 216,121                            |
| 2014 | 22,696                                      | 204,585                                     | 749,036                            |
| 2013 | 20,311                                      | 214,490                                     | 1 873,391                          |
| 2012 | 18,300                                      | 172,428                                     | 1 532,760                          |
| 2011 | 16,746                                      | 145,118                                     | 1 425,816                          |
| 2010 | 11,879                                      | 113,437                                     | 1 370,179                          |
| 2009 | 10,270                                      | 86,066                                      | 1 050,489                          |
| 2008 | 8,195                                       | 80,165                                      | 1 291,776                          |
| 2007 | 5,388                                       | 56,211                                      | 1 534,162                          |
| 2006 | 3,288                                       | 33,777                                      | 506,208                            |
| 2005 | 2,272                                       | 22,058                                      | 475,654                            |
| 2004 | 1,465                                       | 14,713                                      | 164,842                            |
| 2003 | 0,955                                       | 9,842                                       | 60,549                             |
| 2002 | 0,549                                       | 6,811                                       | 150,879                            |

## Нефінансовий звіт
У своїх інтегрованих річних звітах за 2022-2024 роки ПриватБанк послідовно приділяв значну увагу не лише фінансовим результатам, а й аспектам сталого розвитку та корпоративної соціальної відповідальності. Ці звіти детально висвітлювали різноманітні проєкти банку, спрямовані на підтримку громад та суспільства, демонструючи його роль як соціально відповідального бізнесу. Банк також розкривав інформацію про свою практику корпоративного управління, управління ризиками та дотримання етичних стандартів. Документи відображали зусилля ПриватБанку у сфері екологічних ініціатив та програм сталого розвитку, підкреслюючи його комплексний підхід до ведення бізнесу з урахуванням усіх зацікавлених сторін.

Звіт за 2022 рік .
Звіт за 2023 рік .
Звіт за 2024 рік .

## Структура власності
Структура власності
На 1 січня 2022 року акціонерами банку є (за кінцевою сукупною часткою):
| Власник акцій                              | Відсоток акцій |
| ------------------------------------------ | -------------- |
| Держава в особі Кабінету Міністрів України | 100 %          |

## Керівництво банку
Колегіальним виконавчим органом банку, який здійснює поточне управління діяльністю банку, є Правління. Голову та членів Правління банку призначає Наглядова рада строком не більш як на 5 років. У банку створено та функціонує 12 Комітетів Правління:
- Кредитний комітет
- Комітет з питань комплаєнсу та фінансової безпеки
- Трансформаційний комітет
- Комітет з управління даними
- Маркетинговий та PR-комітет
- Комітет з питань управління непрацюючими активами
- Комітет з управління операційними ризиками та інформаційною безпекою
- Комітет з питань продуктів та тарифів
- Тендерний комітет
- Бюджетний комітет
- Технологічний та архітектурний комітет
- Комітет з питань управління активами та пасивами

Діяльністю Правління банку керує Голова Правління банку — Мікаель Бьоркнерт. Голова Наглядової ради — Нільс Мелнґайліс.

### Правління
- Мікаель Бьоркнерт — Голова Правління «ПриватБанку»
- Лариса Чернишова — Заступник Голови Правління (з питань фінансів).
- Савчук Наталія — Заступник Голови Правління (з операційних питань).
- Дмитро Мусієнко — Член Правління (з питань роздрібного бізнесу).
- Євген Заіграєв — Член Правління (з питань малого і середнього бізнесу).
- Антон Разумний — Член Правління (з питань комплаєнсу).
- Солвіта Деглава — Член Правління (з питань реорганізації та проблемних активів).

### Наглядова Рада
- Нільс Мелнґайліс — Голова Наглядової ради (незалежний член)
- Артем Шевальов — заступник Голови Наглядової ради (представник держави від Кабінету Міністрів України). Член Комітету з питань трансформації.
- Збіґнєв Ягейло — член Наглядової ради (незалежний член). Член Комітету з питань аудиту, член Комітету з питань корпоративного управління, винагород та призначень.
- Надір Шейх — член Наглядової ради (незалежний член). Голова Комітету з питань аудиту, член Комітету з питань ризиків, член Комітету з питань корпоративного управління, винагород та призначень.
- Міхай Іонеску — член Наглядової ради (незалежний член). Голова Комітету з питань трансформації, член Комітету з питань аудиту, член Комітету з питань ризиків.
- Федеріко Руссо — член Наглядової ради (незалежний член). Голова Комітету з питань ризиків, член Комітету з питань аудиту, член Комітету з питань трансформації.
- Володимир Литвин — член Наглядової ради (незалежний член). Голова Комітету з питань корпоративного управління, винагород та призначень, член Комітету з питань ризиків, член Комітету з питань трансформації.
- Юлія Мецгер — член Наглядової ради (представник держави від Президента України). Член Комітету з питань ризиків, член Комітету з питань корпоративного управління, винагород та призначень, член Комітету з питань трансформації.
- Сергій Олексієнко — член Наглядової ради (представник держави від Комітету Верховної Ради України з питань фінансів, податкової та митної політики). Член комітету з питань ризиків, член Комітету з питань корпоративного управління, винагород та призначень, член Комітету з питань трансформації.

## Міжнародна група
«ПриватБанку» належить однойменний дочірній банк в Латвії, філії в Італії, Португалії, Кіпрі та представництва у Китаї, Казахстані, Іспанії і Великій Британії. Раніше в групу входили дочірні банки в Росії та Грузії (див. Москомприватбанк та ПриватБанк (Грузія)), які були продані в 2014 та 2015 роках відповідно.
10 серпня 2016 року повідомлялося про початок процедури закриття Центробанком Італії філії «ПриватБанку» у цій країні через звинувачення у відмиванні грошей.
31 жовтня 2016 року Центральний банк Кіпру оштрафував на більш ніж 1,5 млн євро філію «ПриватБанку» у цій країні знову ж таки через звинувачення у відмиванні грошей. Цей штраф став найбільшим в історії Кіпру застосованим Центральним банком щодо комерційного банку за недотримання правил боротьби з відмиванням грошей.